# Паносян, Астрид
Астрид Паносян (Астрид Паносян-Буве, фр. Astrid Panosyan-Bouvet; 13 августа 1971 года, Париж) — французская бизнесвумен и политик. С 2022 года — депутат Национальной ассамблеи от 4-го избирательного округа Парижа. Соосновательница партии En Marche (ныне Возрождение) — членом которой является президент Эмманюэль Макрон.
Председатель правления: URW Brands SASU, Espace Expansion Immobilière SARL, Doria SAS, Unibail Management SAS, Unibail-Rodamco Participations SAS. Она также входит в совет директоров Assistance Publique des Hôpitaux de Paris SA, Uni-Expos, Fondation Gan pour le cinéma и Wcl Management Pty Ltd.

## Биография
Родилась 13 августа 1971 года в Париже. Отец — армянин, мать — норвежка.
Выпускница Парижской школы высших коммерческих исследований (HEC), Института политических исследований (Sciences Po) в Париже и Гарвардской школы государственного управления имени Кеннеди в Бостоне.
В 1994—2013 работала консультантом, а затем исполнительным директором крупных французских страховых компаний.
В 2021 году избрана членом муниципального совета Парижа.
В 2014—2015 годах — советник Эммануэля Макрона в Министерстве экономики, финансов и цифровых технологий, ответственная за экономическую привлекательность и международные инвестиции.
В 2015—2022 годах — менеджер крупной французской компании коммерческой недвижимости.
В 2016 году — соучредитель партии En Marche!
В 2022 году — избрана депутатом парламента от 4-го округа Парижа, членом Комиссии по социальным вопросам.
21 сентября 2024 года получила портфель министра труда при формировании правительства Барнье.
23 декабря 2024 года при формировании правительства Байру назначена ответственным министром труда и занятости при министре труда, здравоохранения, солидарности и семьи.